# Josephine Barstow
Dame Josephine Clare Barstow (ur. 27 września 1940 w Sheffield) – brytyjska śpiewaczka, sopran.

## Życiorys
Ukończyła studia z literatury angielskiej na University of Birmingham, uczyła się też w London Opera Centre. Zadebiutowała w 1964 roku z kompanią Opera for All jako Mimi w Cyganerii Pucciniego. Od 1967 roku związana była  z Sadler’s Wells Opera, od 1968 roku występowała też z National Wells Opera. W 1969 roku jako Siostrzenica w Peterze Grimesie Benjamina Brittena debiutowała na deskach Covent Garden Theatre, w którym później przez wiele lat śpiewała. Uczestniczyła tam w prapremierach oper Michaela Tippetta The Knot Garden (1970) i The Ice Break (1977). Gościnnie występowała w Paryżu, Berlinie, Monachium, Chicago i San Francisco. W 1977 roku rolą Mimi w Cyganerii debiutowała w nowojorskiej Metropolitan Opera. W 1983 roku wystąpiła na festiwalu w Bayreuth jako Gutrune w cyklu Pierścień Nibelunga. W 1986 w Salzburgu kreowała rolę Benigny w prapremierze Czarnej maski Krzysztofa Pendereckiego.
Komandor (1985) i Dama Komandor (1995) Orderu Imperium Brytyjskiego.